# Parlamentsvalget i Østrig 2006
Parlamentsvalget i Østrig 2006 blev afholdt den 1. oktober 2006 i Østrig. Ved valget skulle der vælges 183 pladser til Østrigs parlament Nationalrådet.

## Valgresultat
| Parti                                                   | Stemmer   | Procent | Mandater |
| ------------------------------------------------------- | --------- | ------- | -------- |
| Socialdemokraterne                                      | 1.663.986 | 35,34   | 68 (67)  |
| Det østrigske Folkeparti                                | 1.616.493 | 34,33   | 66       |
| De Grønne                                               | 520.130   | 11,05   | 21       |
| Frihedspartiet i Østrig                                 | 519.598   | 11,04   | 21       |
| Alliancen for Østrigs Fremtid (BZÖ – Liste Jörg Haider) | 193.539   | 4,11    | 7        |
| Liberal Forum                                           | -         | -       | 1        |
| Ugyldige/blanke stemmer                                 | 85.499    | -       | -        |
| Totalt (deltagelse 78,48%)                              | 4.793.780 | -       | 183      |

Notater: Kun partier de partier som opnåede repræsentation er listet i tabellen.